# Terremoto dell'Irpinia e del Vulture del 1930
Il terremoto dell'Irpinia e del Vulture del 1930 fu un sisma di magnitudo momento 6,7 (X grado della scala Mercalli) che si verificò il 23 luglio 1930 con epicentro in Irpinia, tra Lacedonia e Bisaccia. Il terremoto prese anche il nome dal monte Vulture, alle cui pendici si verificarono ingenti danni, e comunque colpì diffusamente la Basilicata, la Campania e la Puglia, provocando i suoi massimi effetti distruttivi nell'area appenninica compresa fra le province di Potenza, Matera, Avellino, Benevento e Foggia. Il terremoto causò la morte di 1.404 persone prevalentemente nelle province di Avellino e Potenza, interessando oltre 50 comuni di 7 province.
Il sisma fu aggravato dalla scarsa qualità dei materiali usati per le costruzioni e dalle scadenti caratteristiche dei terreni su cui sorgevano gli abitati. Il terremoto colpì l'area montuosa al confine fra l'Irpinia e il Vulture-Melfese, caratterizzata all'epoca da un'agricoltura povera e da scarse infrastrutture, con abitazioni di un solo vano a pian terreno, poste talvolta al di sotto del livello stradale e a cui si accedeva per mezzo di gradini in pietra. Le famiglie di ceto più elevato risiedevano in case di due o tre vani anche su due piani. Entrambe le tipologie abitative erano, generalmente, costruite con ciottoli fluviali o con pietre vulcaniche legate da malte di bassa qualità o da fango essiccato.

## Comuni colpiti
I comuni più colpiti, dove crollò il 70% degli edifici, furono Aquilonia e Lacedonia.
Di seguito le province più danneggiate:
- i comuni della provincia di Potenza più colpiti furono quelli posti attorno all'ex-vulcano Vulture. In particolare a subire i danni maggiori sia dal punto di vista della perdita delle vite umane, sia dal punto di vista dei danni al patrimonio immobiliare civile e pubblico-religioso fu la città di Melfi.
- I comuni della provincia di Avellino più colpiti furono quelli ubicati ai confini con la Basilicata; particolarmente danneggiato fu Ariano Irpino e i comuni circostanti.
- I comuni più danneggiati in provincia di Foggia furono soprattutto quelli appenninici ai confini con Campania e Basilicata.

Malgrado la totale distruzione degli edifici i morti furono solo lo 0,05% della popolazione delle province colpite. Ciò fu dovuto al fatto che esso avvenne in concomitanza con la trebbiatura del grano e che, quindi, gran parte della popolazione stesse dormendo in campagna al momento del sisma. Il 75% delle vittime (1 052) fu in provincia di Avellino, il 15% (214) in quella di Potenza, il 7% (108) in provincia di Foggia, l'1,47% (21) in quella di Benevento, si contarono 7 morti in quella di Napoli e 2 in quella di Salerno. Vi furono 4 264 feriti, mentre i senzatetto furono 100 000 nella sola provincia di Avellino.
A Melfi (IX MCS) i morti furono 145. Le case crollate ammontarono a 415, quelle lesionate a 1465, rispettivamente pari al 21% e il 73% del patrimonio costruito. L’analisi degli effetti a scala urbana evidenzia una concentrazione di danni nell’area sud-occidentale dell’abitato ed in altre limitate porzioni del centro storico
A Rapolla (VIII-IX MCS) si ebbero circa venti morti e trenta feriti. Le abitazioni crollate ammontarono a 50, quelle lesionate furono 800, rispettivamente il 6% e il 100% dell’edificato. I maggiori effetti si ebbero nei rioni Santa Sofia, San Giovanni e Castello. Le condizioni di stabilità dell’abitato destavano preoccupazione già prima del sisma. Si ebbero maggiori danni negli immobili costruiti sul ciglio di strapiombi formati da tufi vulcanici disarticolati e/o attraversati da diffusi sgrottamenti. Molte case furono fortemente danneggiate perché situate in prossimità delle frane di Santa Sofia e San Giovanni, già mobilizzate prima del sisma.
A Barile (VIII-IX MCS), dove si ebbero 10 morti e 44 feriti, le case crollate furono 75, pari all’8% del costruito, mentre la rimanente porzione fu lesionata. Il danno fu concentrato nella porzione sud-orientale e settentrionale nell’abitato.
A Rionero in Vulture (VIII MCS) si ebbero 24 morti e 43 feriti. Le case crollate furono 150 e quelle lesionate 2800, rispettivamente il 5% e il 93% del costruito. L’analisi degli effetti in ambito urbano evidenzia i maggiori danni in particolare nel Rione Costa. I danni più intensi possono in parte essere ricondotti a fenomeni di amplificazione sismica, alla presenza di una fitta ed interconnessa rete di cavità che può aver agito come fattore predisponente per l’incremento locale del danno sismico ed alla disarticolazione di blocchi tufacei che in seguito al sisma causarono instabilità fondazionale degli edifici.

## Soccorsi
Alla data del terremoto, le opere di pronto soccorso nelle aree colpite da calamità erano disciplinate dal Regio Decreto Legge del 9 dicembre 1926, n. 2389 il cui regolamento attuativo fu emanato circa un anno dopo, il 15 dicembre 1927. I punti chiave su cui si basava l’ordinamento di cui al Regio Decreto del 1926 erano quattro: 1) rapidità nelle segnalazioni e nelle ricognizioni dell’area colpita; 2) direzione dell’opera di soccorso affidata al Ministero dei Lavori Pubblici; 3) coordinamento tra le differenti organizzazioni di soccorso sia pubbliche sia private; 4) coordinamento dei mezzi di soccorso. La Norma obbligava tutte le autorità locali, gli uffici telegrafici, gli osservatori geodinamici e meteorologici e le unità navali della Regia Marina di dare immediata notizia al Ministero dei Lavori Pubblici circa l’accadimento di un evento disastroso sul territorio del Regno. Dopo questa fase doveva seguire la ricognizione aerea delle aree colpite per determinare l’estensione ed entità dell’area coinvolta dalla calamità, comunicando tempestivamente i risultati al Ministero competente.
I soccorsi furono coordinati dal prefetto di Avellino, Francesco Vicedomini, e un treno di soccorso, col sottosegretario ai Lavori Pubblici Antonio Leoni, raggiunse la stazione di Rocchetta Santa Venere. Leoni divise la zona in quattro comandi (Ariano di Puglia, San Nicola Baronia, Lacedonia e Melfi) affidati ad altrettanti ispettori superiori del ministero. La censura colpì la diffusione di notizie sul sisma, le cui conseguenze furono minimizzate dalla stampa nazionale; contro tali omissioni si scagliò Alfonso Carpentieri, direttore del Corriere dell'Irpinia di Avellino. Successivamente giunse il ministro Araldo di Crollalanza che assunse il comando delle operazioni.
Il treno di soccorso, utilizzato per la prima volta, comprendeva una vettura per le comunicazioni radio, un vagone medico per il pronto soccorso, due vagoni di materiale sanitario e tende, uno per il sottosegretario, due destinati a 100 carabinieri e un carro attrezzi.
I primi sforzi furono volti alla cura della popolazione superstite, spesso, tuttavia, con mezzi non adeguati, e al recupero dei cadaveri. Fu necessario rifornire i comuni interessati di acqua potabile per mezzo di autobotti fornite dall'Azienda Autonoma Statale della Strada e furono distribuite duemila tende, numero che si rivelò poi insufficiente. Il prefetto di Potenza ordinò l'invio di generi alimentari secondo quote di ripartizione proporzionali ai danni e alla popolazione dei paesi: Melfi ricevette il 30% dei viveri, Rionero in Vulture il 25%, Rapolla, Barile, Atella e Ripacandida il 10% ciascuna. Il Genio civile dovette ampliare i cimiteri di Villanova e Aquilonia per poter accogliere le salme delle vittime, al Genio fu attribuita anche facoltà di sancire in via inappellabile la demolizione delle abitazioni pericolanti.
I soldati dislocati in soccorso furono ripartiti in sei settori, Melfi e Foggia (dipendenti dal comando di zona di Bari) e Ariano di Puglia, Villanova del Battista, Carife e Lacedonia (dipendenti dal comando di zona di Avellino).
Fu necessario provvedere a 1 115 fra orfani e abbandonati attraverso l'invio in istituti, colonie o famiglie affidatarie. Il 7 agosto, malgrado la situazione fosse ancora precaria si procedette alla smobilitazione del personale di emergenza, così da diffondere l'immagine di soccorsi rapidi ed efficienti, il cui costo assommò a poco più di 7 milioni di lire.

## Ricostruzione

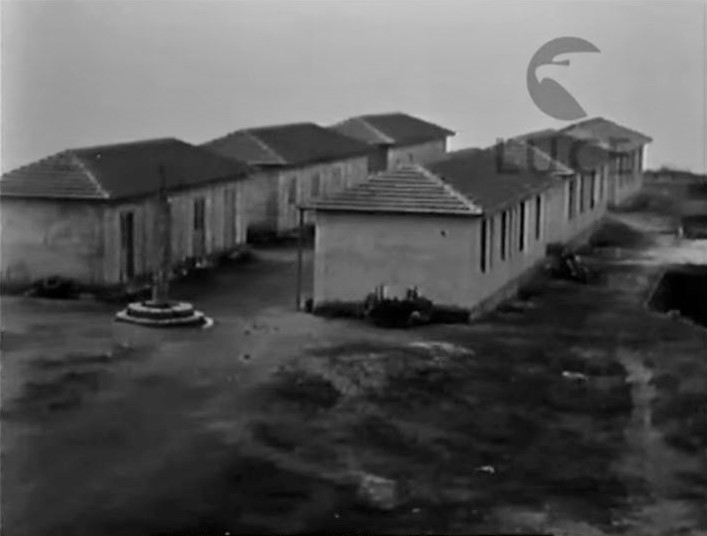
Alcune delle "casette asismiche", con quattro alloggi ciascuna, costruite nell'estate-autunno del 1930.

Il Consiglio dei ministri del 29 luglio 1930 stanziò 100 milioni di lire, somma tuttavia inadeguata a coprire i danni e che, alla fine, si fermò a 160 milioni, malgrado le richieste del ministero dei Lavori Pubblici. Il piano per la ricostruzione fu varato con il RDL del 3 agosto 1930 n. 1065 e prevedette un sussidio del 40% del costo dei lavori ritenuti necessari in base a perizie del Genio civile. Per favorire il decentramento della popolazione, nelle zone rurali fu consentito il cumulo con i benefici previsti dalla legge sulla bonifica integrale (legge 24 dicembre 1928, n. 3134) che fecero assommare il contributo per le abitazioni rurali anche all'85%. I benefici riguardarono 63 comuni e ciò portò a forti proteste da parte delle autorità di comuni esclusi ma gravemente danneggiati come Cervinara e Cancellara.
La restante parte del costo di ricostruzione doveva essere coperta da mutui, esenti da imposte, la cui erogazione venne affidata al "Consorzio per le sovvenzioni ipotecarie" del Banco di Napoli. I contrasti sulla valutazione dei danni fra consorzio e ministero, tuttavia, ne rallentarono fortemente la concessione. Poiché solo il 30% del sussidio veniva anticipato, il mutuo era necessario per avviare i cantieri. Il fascio di Aquilonia scrisse a Mussolini per ottenere una proroga del termine per le richieste di sussidio poiché molti avevano dovuto attendere i decreti di trasferimento degli abitati colpiti. Venne anche sollecitato l'esonero dalle tasse per la seconda metà dell'anno e la sospensione di quelle della prima dell'anno successivo, dovuta alla scarsità del raccolto. Sorse infine una polemica fra il Banco di Napoli e il ministero circa la valutazione dei danni poiché il consorzio bancario non accettava di ricevere in garanzia immobili di scarso valore, fu perciò proposto che lo Stato fornisse un'ulteriore garanzia analogamente a quanto fatto col terremoto del 1908. Venne infine chiesto l'aumento del sussidio e la riduzione dei tassi dei mutui, a causa dell'aumento dei costi di ricostruzione degli immobili e della crisi agricola che colpì la regione, oltre che al mancato pagamento di vecchie sovvenzioni agricole da parte dello Stato. Il meccanismo del finanziamento e del mutuo venne esteso agli enti locali in ragione di una sovvenzione del 50%.
Per i senzatetto furono allestite delle tende poiché il regime scelse di non costruire baracche, affermando di voler risolvere l'emergenza abitativa in maniera definitiva. Si decise quindi di costruire le cosiddette "casette asismiche" che sarebbero dovute essere pronte per l'ottobre del 1930. I ritardi nei lavori spinsero però i prefetti a sollecitare l'intervento del governo che permise la costruzione (a settembre) di mille baracche e intensificò i lavori di ricostruzione ultimando 961 casette alla fine d'ottobre, con una spesa lievitata a 68 milioni di lire. A titolo di esempio, ad Aquilonia il costo effettivo di un vano fu compreso fra le 15 000 e le 25 000 lire, contro una spesa prevista fra le 4 320 e le 7 200 lire.
Le "casette" avevano una struttura in elevazione formata da murature in mattoni pieni a due teste, che poggiavano su uno zoccolo di calcestruzzo oppure, dove possibile, di pietrame e malta cementizia, ed erano racchiuse da un'intelaiatura in cemento armato formata da travetti di base, pilastrini e cordoli di coronamento che poggiavano sulla muratura. Gli stipiti e gli architravi di porte e finestre erano in cemento armato. Il tetto, con struttura in legno, era non spingente ed era completato da un tavolato su cui era disposta la copertura in lastre di ardesia artificiale. Le "casette" erano prive di solaio di copertura: le capriate del tetto poggiavano sui cordoli e una rete metallica fissata al di sotto reggeva il soffitto. Ogni "casetta" constava di quattro alloggi formati da uno, due o più vani, dalla cucina e da accessori. I pavimenti, in mattonelle di cemento, poggiavano su un massetto con sottostante vespaio. Nelle cucine, un banco in muratura includeva i fornelli ed era sovrastato dalla cappa con la canna fumaria, mentre i servizi igienici furono dotati di fossa biologica collegata alla rete fognaria. Gli infissi vennero realizzati in legno. Nelle case costruite in pendio, il dislivello fu utilizzato per realizzare al di sotto delle abitazioni un locale rustico destinato al ricovero di attrezzi agricoli, paglia o fieno.
Complessivamente, nell’area sotto la giurisdizione del Genio Civile di Melfi furono costruite 224 casette asismiche. Nel territorio comunale di Melfi vennero costruite 115 casette: cento, in zona Chiucchiari, andarono a costituire il “Rione della Vittoria”. Un altro rione, detto “Michele Bianchi”, fu costituito con 10 unità del tipo comune a quattro alloggi, nella parte settentrionale dell’abitato, in prossimità del castello. Nel comune di Rionero, la distribuzione sul territorio delle casette fu più articolata: 5 nella contrada “Potasso” e “Posta di Atella”, 35 in contrada “Fornace”, nei pressi della stazione ferroviaria, e 10 in contrada “S. Antonio” , situata a nord del paese. Per il comune di Barile la selezione delle aree idonee per la costruzione degli alloggi non fu semplice sia a causa della topografia dei luoghi sia per la natura franosa dei terreni, resi fragili dalla diffusa presenza di cavità. Considerando questi vincoli e la natura del terreno, fu individuata un’area nelle contrade “Convento” e “Ferrovia”, in prossimità del centro abitato. In tali aree si progettò la costruzione di 17 casette del tipo “normale” e 3 del tipo “Benini”, lungo la via Nazionale, in direzione di Rionero in Vulture. Nel comune di Rapolla furono costruite 18 casette che andarono ad aggiungersi alle altre 7 edificate per i danni conseguenti le frane di Santa Sofia e San Giovanni.
La natura franosa dei terreni portò alla decisione di trasferire totalmente il paese di Tocco Caudio e parzialmente Aquilonia, Bisaccia, Melfi e Rionero in Vulture. Il sisma danneggiò svariati edifici storici e chiese, la Soprintendenza ai beni culturali provvide al recupero di alcune opere d'arte, ma la catalogazione dei beni non fu completata.
Nell'area del Vulture, la fase di rilievo del danno iniziò nell’immediato post-sisma e fu piuttosto rapida: in circa nove mesi raggiunse circa il 95% dell’edificato totale da censire. I lavori di riparazione iniziarono subito dopo il terremoto e metà delle abitazioni furono oggetto di interventi entro circa un anno dalla data del terremoto e nella maggioranza dei casi (~90%) si conclusero dopo circa tre anni.
Nei primi mesi dopo il terremoto si ebbe una pressoché contemporaneità tra la conclusione delle opere edili e la certificazione formale della conclusione dei lavori da parte del Genio Civile (collaudi). Lo scarto temporale tra le due fasi tendette poi a dilatarsi con la fine della fase di riparazione e collaudo delle abitazioni meno danneggiate per poi nuovamente restringersi in coincidenza con la  fase finale dell’esecuzione dei lavori che terminano definitivamente con l’evasione delle pratiche residue nella prima metà degli anni Cinquanta.
Da un punto di vista economico, gli importi dei lavori contabilizzati dalle imprese erano sistematicamente ridotti in fase di revisione da parte del Genio Civile. Per il 20% delle contabilità finali la riduzione ammontò a circa la metà dell’importo previsto inizialmente.
A fronte di una riduzione sistematica dei costi di contabilizzazione si ebbe un comportamento più articolato nei confronti dei costi previsti dagli stessi tecnici del Genio Civile in fase di progetto (importo perizia). In questi casi, infatti, la riduzione percentuale in fase di revisione fu minore. Solo nel 15% dei casi si ebbe un incremento degli importi preventivati in fase progettuale e, comunque, solo un’esigua porzione (2-3%) delle pratiche subì un incremento superiore ad oltre il 50% della spesa preventivata inizialmente. L’aumento degli importi fu dovuto ad una fase iniziale di accertamento del danno non completa, a causa anche di una mancanza di precise direttive tecniche da parte del Genio Civile circa la modalità di esecuzione dei sopralluoghi, dovuta anche ai danni indotti da repliche sismiche che comportarono una rivalutazione degli effetti con la redazione di perizie di variante ("perizie suppletive").

## I piani regolatori
La constatazione di danni differenziali nelle aree urbane indusse il Ministero dei Lavori Pubblici a sollecitare la rigida applicazione dell’art. 3 della legge 682/1930 e, quindi, il divieto di effettuare ricostruzioni in zone ritenute instabili o di potenziale instabilità del sottosuolo. Pertanto, ai sensi dell’art. 23 del RDL del 3 Agosto 1930 n. 1065, il Ministero delle Finanze individuò i comuni che dovevano essere trasferiti totalmente o parzialmente in nuove aree a cura e spese dello Stato, poiché siti in zona franosa. Le aree idonee ad ospitare gli edifici "dichiarati distrutti" furono individuate in base ad appositi sopralluoghi tecnici: nascono così i nuovi Piani Regolatori.La ricostruzione delle case distrutte nei nuovi rioni incontrò, tuttavia, alcune difficoltà tra le quali: lentezza di assegnazione dei lotti ai proprietari; incertezza nell’assegnazione dei lotti di terreno a proprietari di edifici distrutti non compresi nelle zone ufficialmente dichiarate da trasferire; non congruità delle stime dei valori dei fabbricati dichiarati distrutti sulle cui basi era determinato il massimo valore sussidiabile. Questo aspetto impediva, di fatto, la ricostruzione di fabbricati con volumetria equivalente all’abitazione distrutta.
Nel centro storico di Melfi le aree destinate ad essere trasferite  furono quattro ed in particolare il versante settentrionale del poggio dei Cappuccini, la zona Bagno, la striscia di abitazione sul ciglio del muraglione della vecchia Melfi e parte del Rione San Martino.
L’abitato di Rapolla già in seguito ai movimenti franosi dei primi due decenni del Novecento era stato incluso tra i comuni soggetti a trasferimento parziale in base alla Legge 445/1908. Pertanto, prima del terremoto era in corso di esecuzione un primo Piano Regolatore di spostamento a cura del Genio Civile di Potenza. In seguito al terremoto il problema della delocalizzazione parziale del centro abitato assunse un carattere più contingente. Il Genio Civile stilò quindi il progetto per l’ampliamento del Piano Regolatore in contrada Paradiso, in adiacenza alle casette asismiche.
L'area destinata al trasferimento delle abitazioni distrutte di Barile fu individuata in adiacenza a quella già ospitante le casette asismiche costruite a cura del Genio Civile, in località Convento. Le aree espropriate furono cedute a pagamento ai richiedenti nel giugno del 1936. In quest’occasione furono assegnati sei lotti di 100 mq ad altrettante proprietari.
Per quanto riguarda Rionero in Vulture, i danni furono particolarmente rilevanti nella contrada "La Costa", nel Rione dei Morti ed in minor misura nel quartiere Calvario. Fu quindi deliberato lo spostamento di tutte le abitazioni del primo Rione in un’area posta a sud dell'abitato.

## Galleria d'immagini

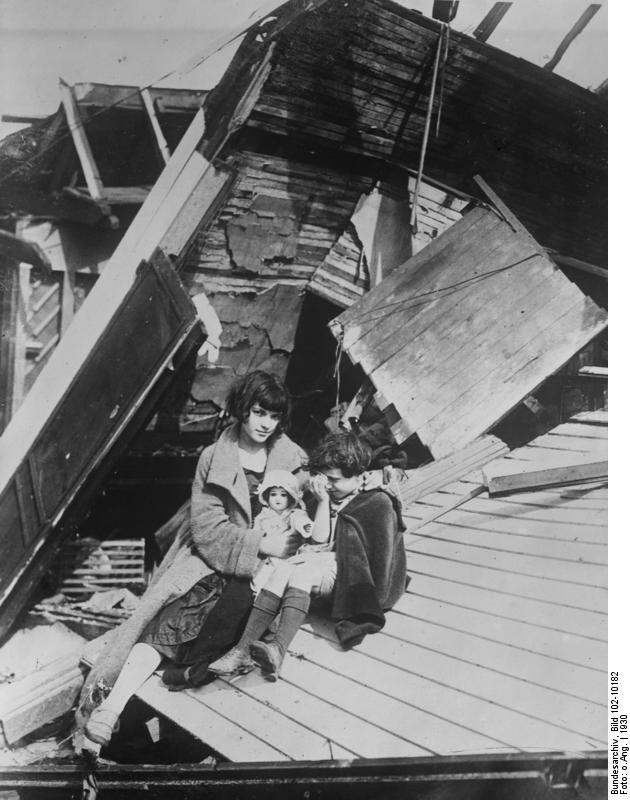
Bambine sopravvissute
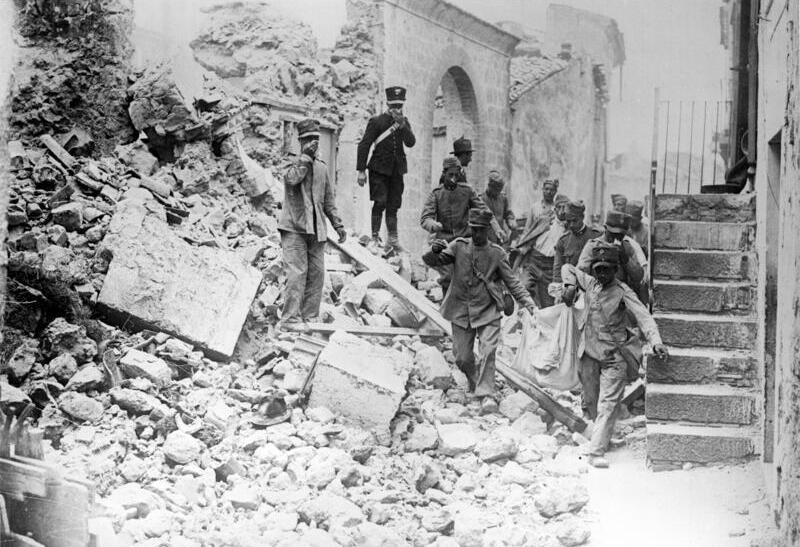
Militari recuperano i cadaveri
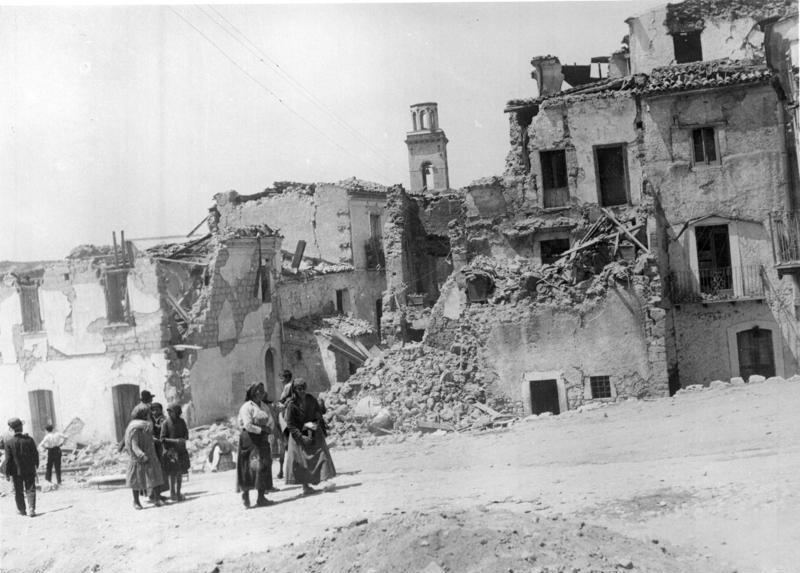
Abitanti fra le case crollate
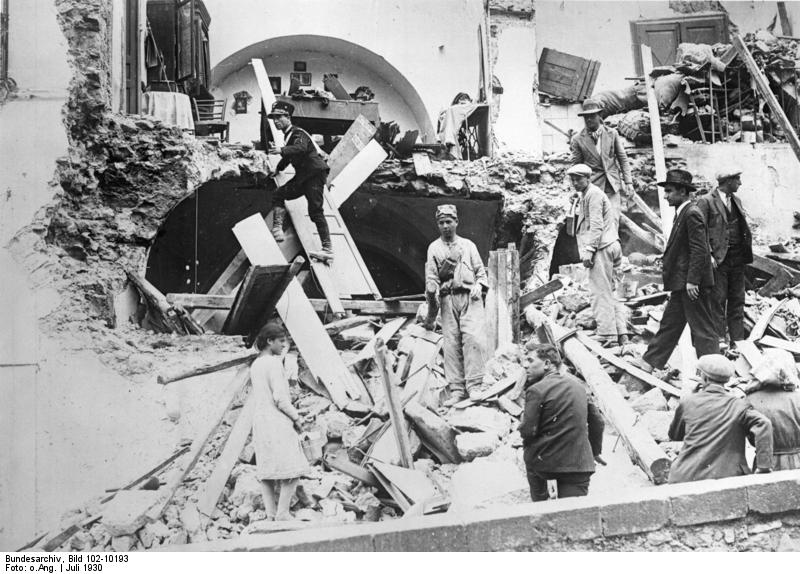
Si scava fra le macerie
Accadia (FG) dopo il terremoto
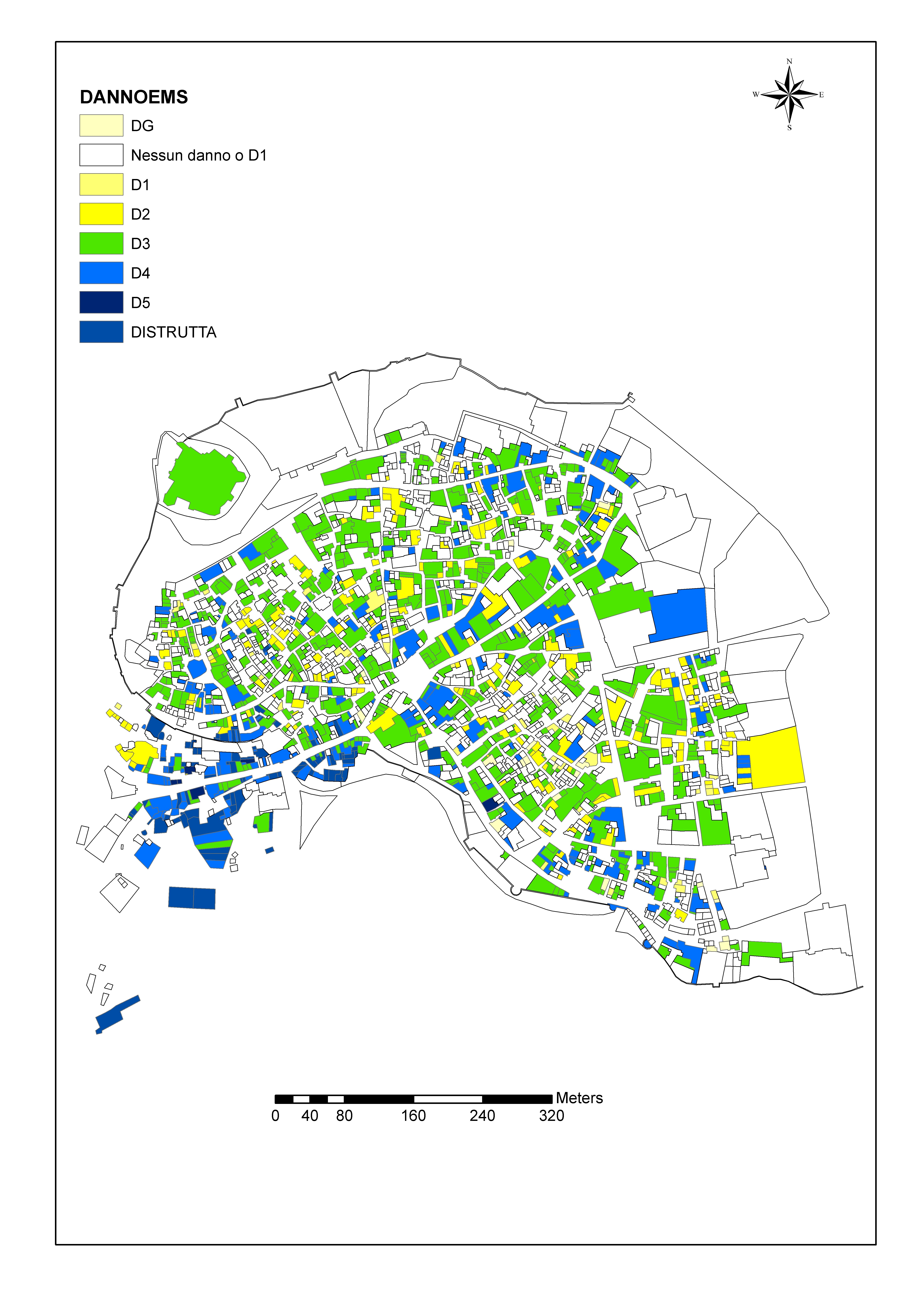
Melfi (PZ):mappa del danno. Da D1 a D5 il danno incrementa progressivamente.